# Marco Aurelio Cleandro
Cleandro (†190), cuyo nombre completo era Marco Aurelio Cleandro fue un liberto romano que adquirió extraordinario poder como chambelán y favorito del emperador Cómodo, alcanzando el mando de la guardia pretoriana y llevando al descrédito a los principales cargos del estado, al venderlos al mejor postor. Su carrera es narrada por Dion Casio, Herodiano y la Historia Augusta.

## Carrera
Se desconoce la fecha de su nacimiento, pero según Dion Casio, nació en Frigia y fue enviado a Roma en una partida de esclavos. En 182 sin embargo, había progresado lo bastante para ser oficial de la casa imperial, y se había casado con Damostratia, una antigua amante del emperador.
Fue el instrumento de la muerte de Saotero, chambelán de Cómodo, al que sustituyó, y disfrutó desde entonces de la total confianza del emperador. Luego comenzó a conspirar contra el prefecto del pretorio Tigidio Perenio, que ejercía de jefe del gobierno, ya que el indolente Cómodo prefería no ocuparse de la Administración. En 184 permitió a un destacamento de soldados de Britania denunciar a Perenio al emperador, y este le concedió permiso para ejecutarlo. Cleandro concentró así todo el poder en sus manos y se enriqueció como responsable de todos los cargos públicos: vendió o regaló el acceso al senado, a los mandos del ejército, a los gobiernos provinciales y a los consulados. En 188 se deshizo del prefecto del pretorio Atilio Aebutiano y tomó el mando supremo de los pretorianos, con el rango de pugione (portador del puñal), y dos prefectos pretorianos subordinados a él. Ahora, en el cenit de su poder, continuó vendiendo cargos públicos al mejor postor para su particular beneficio.
El clímax llegó en 190, con 25 cónsules sufectos, un récord en los mil años de la historia del consulado, todos concedidos por él (entre ellos estaba el futuro emperador Septimio Severo). Cleandro compartía los beneficios con el emperador, aunque también utilizó algunos para construcciones y obras públicas. En junio de este año, Roma se vio afligida por una hambruna, que el prefecto de la annona Papirio Dionisio contribuyó a empeorar, por lo que fue censurado por Cleandro. Como narra su contemporáneo, Dion Casio, a finales de junio hubo una revuelta contra Cleandro durante una carrera de caballos en el Circo Máximo. Como respuesta, Cleandro envió a la guardia pretoriana para sofocarla, pero Pertinax, el prefecto de la ciudad, se opuso, enviando a los vigiles. Ante esta situación, Cleandro buscó protección ante Cómodo, pero la plebe le siguió, pidiendo su cabeza, y Cómodo, a propuesta de su amante Marcia, le hizo decapitar.